# Sue Harukata
Sue Harukata est un nom japonais traditionnel ; le nom de famille (ou le nom d'école), Sue, précède donc le prénom (ou le nom d'artiste).
Sue Harukata (陶 晴賢, 1521-16 octobre 1555) est un vassal du clan Ōuchi durant l'époque Sengoku de l'histoire du Japon. Il devient daimyo par la suite. Il est le deuxième fils de Sue Okifusa, principal obligé du clan Ōuchi. Son nom d'enfance est « Goro ». Il porte le nom « Takafusa » avant « Harukata ». Il est également connu par erreur sous le nom « Harutaka ».

## Biographie
Harukata naît au sein du clan Sue, qui est associé au clan Ōuchi et sert comme shugodai de la province de Suo. Jeune garçon, il est au service d'Ōuchi Yoshitaka, un ami d'enfance. Après son genpuku, il reçoit le nom « Takafusa » d'après Ōuchi Yoshitaka. En 1539, après que son père Okifusa est décédé de maladie, il accède à la tête du clan Sue. Étant un vassal compétent, il devient connu comme le « samouraï général sans pairs » dans les provinces de l'ouest (Saigoku-musō no samuraidaishō).
De 1540 à 1542, il est général et remplace Ōuchi Yoshitaka dans la guerre contre le clan Amago. Cependant, lorsque les troupes d'Ōuchi sont lourdement défaites en 1542, l'intérêt de Yoshitaka pour la guerre disparaît et il commence à se pencher vers des activités culturelles. Pour cette raison, le fonctionnaire Sagara Taketō devient proche de Yoshitaka et les relations de Harukata avec Yoshitaka se défont.
En 1551, Harukata réussit un coup d'État contre Ōuchi Yoshitaka (l'incident Tainei-ji), tue Sagara Taketō et contraint Yoshitaka à se suicider. L'année suivante, Harukata s'assure le contrôle du clan Ōuchi en mettant Ōuchi Yoshinaga (qui est Ōtomo Haruhide, le demi-frère d'Ōtomo Sōrin), le fils adopté de Yoshitaka, à la tête du clan. À cette époque, il change son nom de « Hakafusa » à « Harutaka », tandis que son maître change de « Yoshitaka » à « Haruhide ». Par la suite, il conduit une grande expansion militaire mais cela entraîne un mécontentement parmi les obligés du clan Ōuchi. En 1554, Yoshimi Masayori de la province d'Iwami, beau-frère de Yoshitaka, et Mōri Motonari de la province d'Aki entrent en rébellion contre le clan Ōuchi.
En 1555, Harukata perd la bataille d'Itsukushima face à Mōri Motonari et se suicide. Après la défaite, le clan Ōuchi décline considérablement et deux ans plus tard, Mōri Motonari détruit le clan.

## Source de la traduction
- (en) Cet article est partiellement ou en totalité issu de l’article de Wikipédia en anglais intitulé « Sue Harukata » (voir la liste des auteurs).